# El árbol de las almas perdidas
El árbol de las almas perdidas es un cortometraje español de animación, escrito y realizado por Laura Zamora en su debut como directora. Fue estrenado en Francia y Chile al mismo tiempo en festivales internacionales en mayo de 2019, actualmente está en circulación. Está distribuido por Begin Again Films.
El argumento está centrado en el duelo a la muerte en la infancia, un viaje introspectivo de la niña protagonista.
Cortometraje Calificado como Especial Infancia por ICAA.

## Argumento
Lili es una niña preadolescente que vive sumergida en su mundo de fantasía para poder evadirse de su dolor. Al ir caminando hacía la escuela tropieza y sosteniendo una pieza de puzle en su mano, le viene el recuerdo de su madre en casa, algo difuso y visto desde su propia realidad. Su mente representa a su madre apática, rodeada de arañas. De repente, Lili, en su propio recuerdo, se levanta para intentar terminar el puzle de la foto familiar mostrando añoranza hacía su padre.
Un cuervo la despierta de su trance emocional y esta se da cuenta de que no es un cuervo normal. Cuando se dirige hacía el árbol donde se posa el cuervo, se ve como unas hiedras de una planta cercana a ella intenta agarrarle los pies pero el timbre de la escuela hace que retroceda de nuevo.
La estancia de Lili en el colegio se muestra rutinaria y gris. Eduardo, el niño que le sonroja le regala una pieza de puzle con un corazón dibujado, hecho que después niega a Mel, la supuesta mejor amiga de Lili, como avergonzando de lo que ha hecho. Lili, por un momento se da cuenta de la realidad y de su soledad y rompe a llorar, corriendo hacía el árbol donde intenta refugiarse de la lluvia, quedándose dormida.
Las plantas que rodean al árbol empiezan a transformarse en un capullo de mariposa con la niña dentro, que es cuando entonces, representa que el alma de Lili viaja a través del árbol, al mundo perdido.
Lili despierta en una cueva rodeada de angelitos siguiéndola a cada paso que da. Caminando al exterior de la cueva es donde se encuentra de nuevo con el cuervo pero con la diferencia de que este puede hablar en el mundo perdido, terminando ejerciendo de guía. El cuervo le explica que esos ángeles que le acompañan en el camino, son los que determinan el tiempo que tiene Lili para encontrar quién es la llave para poder quitarse la armadura, si se queda sin ninguno, se quedará en el mundo perdido para siempre.
A medida que Lili va avanzando, se va encontrando con las almas de las personas de su mundo. Primero se cruza con el alma de su amiga Mel, esta teniendo una cabeza de grandes proporciones y convertida en zombi, después con el alma de su amigo Eduardo en forma de muñeco de trapo. A todo esto y de manera sigilosa, los ángeles empiezan a desaparecer hasta llegar al alma de su madre, la cual es representada ciega.
Lili intenta ayudar a todas las almas sin éxito alguno. Devastada y aceptando su derrota, el cuervo la abandona viendo que no le queda ningún ángel a la vista. Sentada en el banco, empieza a nombrar a su padre y a preguntarse de él por qué no ha aparecido en su camino, a lo que, al nombrarlo, aparece una luz en el camino.
El alma del padre de Lili se le aparece, explicándole que no le podrá ver más en el mundo de los vivos pero que siempre estará con ella y su madre por el amor que les vincula.
Lili, sin su armadura, camina cogida de la mano de su padre desvaneciéndose los dos.
De la armadura de Lili postrada en el suelo, sale un ángel que estaba escondido dentro.

## Historia
La creadora de El árbol de las almas perdidas es la animadora española Laura Zamora. Siendo de Barcelona, Laura viajó a Valencia para poder estudiar en la escuela de Primerframe Animation School, donde tuvo como profesor a Jaime Maestro.
Por aquel entonces, Laura ya tenía la historia escrita e ilustrada. Al estudiar animación y ver como hacían en la escuela la producción de los cortometrajes, fue cuando decidió emprender la tarea de llevar el cuento que había escrito a la pantalla a pesar de no disponer medios económicos, razón por la cual se ocupó de la producción del cortometraje ella sola, realizado desde el guion hasta la posproducción por una persona, salvo al excepción del diseño de sonido y música.
Las voces de los niños fueron grabadas con niños de la edad de los protagonistas en una escuela de Catarroja, Valencia.
El cortometraje fue realizado a medida que la autora trabajaba para otros estudios. Su primer trabajo en la industria VFX fue en Grecia. A partir de ahí, empezó a rotar por diversas empresas de animación hasta acabar de nuevo en Barcelona, terminando el cortometraje después de 5 años.
La recepción de festivales en España y Cataluña fue nula al principio, haciendo así que se distribuyera en el extranjero finalmente, como en Estados Unidos, Italia, Grecia, México, Chile y Francia para después volver a intentar de nuevo la distribución en España.
El 2 de diciembre de 2019 fue nominado a los Premios Goya como mejor cortometraje de animación.

## Temática
El árbol de las almas perdidas es la adaptación de un cuento ilustrado creando un universo irreal, recreando la visión de la protagonista, haciendo contraste con lo oscuro y crueldad del mundo con la pureza e inocencia de la niña.
Cada una de las secuencias se rigen por una escala de colores a razón de las emociones de la protagonista.
Toda la representación de los personajes en el mundo perdido, tiene su doble significado, así como la representación de la mariposa y el capullo que se forma en todo el árbol cuando Lili se queda dormida.
Ha habido bastantes cambios en la adaptación del cuento al cortometraje al ser una historia bastante densa, la autora tubo que cambiar ciertos elementos, así como añadir de nuevos.

## Producción
El cortometraje fue realizado en diferentes partes del mundo, se empezó en Valencia, se siguió en Grecia, después en Barcelona, Grecia de vuelta y terminando en Barcelona. Todo a causa de la movilidad de la propia autora.
El diseño de sonido fue realizado por Oliver Schmitz en Barcelona, mientras que el responsable de la banda sonora realizada exclusivamente para este proyecto es Alex Koniaris.
El árbol de las almas perdidas no ha contado con ningún tipo de subvención.

## Premios y nominaciones

### Premios Goya
| Año  | Categoría                       | Nominado                        | Resultado  |
| ---- | ------------------------------- | ------------------------------- | ---------- |
| 2020 | Mejor cortometraje de animación | Mejor cortometraje de animación | Nominación |

### Premios Forqué
| Año  | Categoría          | Resultado   |
| ---- | ------------------ | ----------- |
| 2020 | Mejor cortometraje | Candidatura |